# Windows Live OneCare Safety Center
Windows Live OneCare Safety Center is een online service van Microsoft waarmee een computer doorzocht kan worden op virussen en spyware. Het programma is een onderdeel van Windows Live, de verzamelnaam voor een aantal online diensten van Microsoft, waarvan de meeste gratis zijn, zo ook Safety Center. Momenteel werkt Safety Center alleen met Internet Explorer. Dit is ongeveer als Windows Live OneCare.